# Conversation d'Eiros avec Charmion
Conversation d'Eiros avec Charmion (The Conversation of Eiros and Charmion) est une nouvelle d'Edgar Allan Poe publiée pour la première fois en décembre 1839. Traduite en français par Charles Baudelaire, elle fait partie du recueil Nouvelles histoires extraordinaires.

## Résumé
Cette nouvelle fantastique prend la forme d'un dialogue dans l'au-delà entre deux âmes : Charmion, morte dix ans plus tôt, accueille Eiros, nouvellement arrivée au Ciel, et l'interroge sur la fin du monde. Eiros raconte alors comment la Terre a été détruite par une comète.
Les astronomes avaient en effet prédit l'approche d'une comète dont la trajectoire croiserait celle de la Terre. Initialement, la communauté scientifique se montre rassurante, soulignant la faible densité des comètes, prouvée par leur passage inoffensif à travers les satellites de Jupiter. Les théologiens eux-mêmes, bien que rappelant les prophéties bibliques sur la fin du monde par le feu, estiment que les comètes ne sont pas de nature ignée.
Cependant, à l'approche de l'astre, des changements inquiétants se manifestent : une végétation luxuriante anormale apparaît, suivie d'une difficulté respiratoire générale. Les scientifiques découvrent alors que la comète, en modifiant la composition de l'atmosphère terrestre, extrait l'azote de l'air, ne laissant que l'oxygène. Cette altération provoque finalement une gigantesque combustion qui détruit toute vie sur Terre.

## Thèmes
La nouvelle mêle de façon originale science-fiction et apocalypse, afin d'offrir un cadre où s'affrontent science et religion dans une réflexion sur la fin du monde. Elle s'inscrit dans la tradition des récits de catastrophes cosmiques, tout en proposant une explication scientifique à la prophétie biblique de l'apocalypse par le feu.